# Янчеви
Янчеви (пол. Janczewy) — село в Польщі, у гміні Клодава Кольського повіту Великопольського воєводства.
Населення — 125 осіб (2011).
У 1975-1998 роках село належало до Конінського воєводства.

## Демографія
Демографічна структура станом на 31 березня 2011 року:
|          | Загалом | Допрацездатний вік | Працездатний вік | Постпрацездатний вік |
| -------- | ------- | ------------------ | ---------------- | -------------------- |
| Чоловіки | 62      | 13                 | 37               | 12                   |
| Жінки    | 63      | 15                 | 30               | 18                   |
| Разом    | 125     | 28                 | 67               | 30                   |